# Annie Rolland
Annie Rolland, née le 13 juillet 1958 à Saint-Pol-de-Léon, est une psychologue clinicienne et écrivaine française.

## Biographie
Annie Rolland vit et travaille en pratique privée dans les Côtes-d'Armor, tout en enseignant à l'université d'Angers depuis 1997.

### Psychologie et littérature
En 2008, elle est l'auteure de l'essai Qui a peur de la littérature ado ?, paru aux éditions Thierry Magnier, qui|analyse les contenus et les enjeux de la littérature jeunesse et conclut que la littérature destinée aux adolescents effraie surtout les adultes, ce qui justifie la censure qu'ils leur imposent,. 
En 2011, les chroniques sur la littérature jeunesse que tient Annie Rolland depuis deux ans sur le site Ricochet sont réunies au sein d'un recueil, Le livre en analyse, publié par les éditions Thierry Magnier.

### Désert et peuple touareg
À partir de 2000, elle effectue de nombreux séjours dans le Sahara, dans la région de Djanet. En 2005, elle en tire un recueil de proverbes touaregs (Touareg Kel Ajjer), écrit en collaboration avec le poète algérien Mahdi Boughrari. En 2018, elle fait paraître Désert indigo, toujours en collaboration avec Mahdi Boughrari. Tout à la fois récit de voyage, essai ethnographique et recueil de contes et de poèmes touaregs, cet ouvrage a reçu le prix du récit de voyage Victor Segalen 2019, décerné par l'Association des écrivains bretons,.

## Publications
- Touareg Kel Ajjer (en coll. avec Mahdi Boughrari), Librairie du Labyrinthe, 2005
- Qui a peur de la littérature ado ?, éditions Thierry Magnier, 2008
- Le livre en analyse. Chronique de littérature jeunesse, éditions Thierry Magnier, 2011
- Désert indigo (en coll. avec Mahdi Boughrari), Stéphane Batigne éditeur, 2018